# 岸山睦
岸山 睦（きしやま むつみ、1955年11月 - ）は、日本の言語学者。元昭和女子大学教授。静岡県生まれ。静岡県立清水南高等学校卒業、法政大学大学院修士課程修了。1983年-1984年 ベオグラード大学言語学部留学（ユーゴスラビア政府留学）、1984年 サラエボオリンピック（ノルディック複合）通訳、昭和女子大学グローバルビジネス学部教授。日本英語文化学会長（2014年－2016年）

## 著書
- 『語学という生き方－目指せ　知識探求型言語学！－』岸山睦 2002 青山社
- 『English for General Knowledge 』Mutsumi Kishiyama 2007 Seizansha

## 共書
- 『Friends' Talk -Overheard personal conversations between friends-』Mutsumi Kishiyama and Patrick Fulmer with assistance from Ruriko Suganuma and Kevin Ryan